# Jenil Krishnan
Jenil Krishnan (ur. 25 maja 1977 r. w Aranoottimangalam) – indyjski wioślarz.

## Osiągnięcia
- Mistrzostwa Świata – Mediolan 2003 – dwójka bez sternika – 23. miejsce[1].
- Mistrzostwa Świata – Monachium 2007 – czwórka bez sternika – 23. miejsce[1].
- Mistrzostwa Świata – Poznań 2009 – czwórka bez sternika – 16. miejsce[1].